# Allan Stone
Allan James Stone (Launceston, Tasmània, Austràlia, 14 d'octubre de 1945) és un extennista australià.
Tot i haver guanyat dos títols individuals, la major part dels seus èxits els va aconseguir en dobles masculins i dobles mixts, on va guanyar onze títols, destacant dos títols de Grand Slam. Va formar part de l'equip australià de la Copa Davis.

## Torneigs de Grand Slam

### Dobles masculins: 4 (2−2)
| Resultat  | Núm. | Any  | Torneig                  | Parella          | Oponents                     | Marcador       |
| --------- | ---- | ---- | ------------------------ | ---------------- | ---------------------------- | -------------- |
| Guanyador | 1.   | 1968 | Australian Championships | Dick Crealy      | Terry Addison Ray Keldie     | 10−8, 6−4, 6−3 |
| Finalista | 1.   | 1975 | Open d'Austràlia         | Bob Carmichael   | John Alexander Phil Dent     | 3−6, 6−7       |
| Finalista | 2.   | 1975 | Wimbledon                | Colin Dowdeswell | Vitas Gerulaitis Sandy Mayer | 5−7, 6−8, 4−6  |
| Guanyador | 2.   | 1977 | Open d'Austràlia (2)     | Ray Ruffels      | John Alexander Phil Dent     | 7−6, 7−6       |

### Dobles mixts: 2 (0−2)
| Resultat  | Núm. | Any  | Torneig                  | Parella              | Oponents                           | Marcador |
| --------- | ---- | ---- | ------------------------ | -------------------- | ---------------------------------- | -------- |
| Finalista | 1.   | 1968 | Australian Championships | Margaret Smith Court | Billie Jean King Dick Crealy       | Renúncia |
| Finalista | 2.   | 1975 | Wimbledon                | Betty Stöve          | Margaret Smith Court Marty Riessen | 4−6, 5−7 |

## Palmarès

### Individual: 5 (0−5)
| Títols per superfície |
| --------------------- |
| Dura (0−2)            |
| Gespa (0−0)           |
| Terra batuda (0−0)    |
| Moqueta (0−1)         |

| Resultat  | Núm. | Data                 | Torneig                  | Superfície  | Oponent           | Marcador      |
| --------- | ---- | -------------------- | ------------------------ | ----------- | ----------------- | ------------- |
| Finalista | 1.   | 1966                 | Mont-real, Canadà        |             | Allen Fox         | 4−6, 4−6, 3−6 |
| Finalista | 2.   | 14 de juliol de 1969 | Cincinnati, Estats Units |             | Cliff Richey      | 1−6, 2−6      |
| Finalista | 3.   | 8 de març de 1971    | Auckland, Nova Zelanda   | Dura        | Robert Carmichael | 6−7, 6−7, 3−6 |
| Finalista | 4.   | 18 de gener de 1975  | Baltimore, Estats Units  | Moqueta (i) | Brian Gottfried   | 6−3, 2−6, 3−6 |
| Finalista | 5.   | 17 de febrer de 1975 | Carlsbad, Estats Units   | Dura        | Rod Laver         | 2−6, 2−6      |

### Dobles masculins: 32 (13−19)
| Títols per superfície |
| --------------------- |
| Dura (2−6)            |
| Gespa (5−4)           |
| Terra batuda (4−4)    |
| Moqueta (2−4)         |

| Resultat  | Núm. | Data                   | Torneig                             | Superfície   | Parella                 | Oponents                     | Marcador              |
| --------- | ---- | ---------------------- | ----------------------------------- | ------------ | ----------------------- | ---------------------------- | --------------------- |
| Guanyador | 1.   | 19 de gener de 1968    | Australian Championships, Austràlia | Gespa        | Dick Crealy             | Terry Addison Ray Keldie     | 10−8, 6−4, 6−3        |
| Finalista | 1.   | 1968                   | Roma, Itàlia                        | Terra batuda | Nicholas Kalogeropoulos | Tom Okker Marty Riessen      | 3−6, 4−6, 2−6         |
| Guanyador | 2.   | 6 de gener de 1969     | Melbourne, Austràlia                | Gespa        | Dick Crealy             | Bill Bowrey Ray Ruffels      | 9−7, 6−4, 6−4         |
| Finalista | 2.   | 1969                   | Indianapolis, Estats Units          | Terra batuda | Dick Crealy             | Bill Bowrey Clark Graebner   | 4−6, 6−4, 4−6         |
| Guanyador | 3.   | 13 de juliol de 1970   | Båstad, Suècia                      | Terra batuda | Dick Crealy             | Željko Franulović Jan Kodeš  | 6−2, 2−6, 12−12, ret. |
| Finalista | 3.   | 17 de maig de 1971     | Hamburg, Alemanya Occidental        | Terra batuda | Dick Crealy             | John Alexander Andrés Gimeno | 4−6, 5−7, 9−7, 4−6    |
| Finalista | 4.   | 23 d'octubre de 1972   | Vancouver, Canadà                   | Dura         | Cliff Drysdale          | Bill Bowrey Clark Graebner   | 6−7, 0−6              |
| Finalista | 5.   | 22 de gener de 1973    | Carlsbad, Estats Units              | Dura         | Nikola Pilić            | Roy Emerson Rod Laver        | 7−6, 3−6, 4−6         |
| Guanyador | 4.   | 2 d'abril de 1973      | Múnic, Alemanya Occidental          | Terra batuda | Nikola Pilić            | Cliff Drysdale Cliff Richey  | 7−5, 5−7, 6−4         |
| Finalista | 6.   | 16 d'abril de 1973     | Johannesburg, Sud-àfrica            | Dura         | Frew McMillan           | Robert Lutz Stan Smith       | 1−6, 4−6, 4−6         |
| Finalista | 7.   | 23 d'abril de 1973     | Göteborg, Suècia                    | Moqueta (i)  | Nikola Pilić            | Roy Emerson Rod Laver        | 7−6, 4−6, 1−6         |
| Guanyador | 5.   | 23 de juliol de 1973   | Hilversum, Països Baixos            | Terra batuda | Iván Molina             | Andrés Gimeno Antonio Muñoz  | 4−6, 7−6, 6−4         |
| Guanyador | 6.   | 19 d'agost de 1973     | Merion, Estats Units                | Gespa        | Colin Dibley            | John Austin Fred McNair      | 7−6, 6−3              |
| Finalista | 8.   | 15 d'octubre de 1973   | Tòquio, Japó                        |              | Colin Dibley            | Mal Anderson Ken Rosewall    | 5−7, 5−7              |
| Finalista | 9.   | 5 de novembre de 1973  | Jakarta, Indonèsia                  | Dura         | John Newcombe           | Mike Estep Ian Fletcher      | 5−7, 4−6              |
| Guanyador | 7.   | 28 de gener de 1974    | Richmond, Estats Units              | Moqueta (i)  | Nikola Pilić            | John Alexander Phil Dent     | 6−3, 3−6, 7−6         |
| Guanyador | 8.   | 28 d'octubre de 1974   | Adelaida, Austràlia                 | Gespa        | Grover Reid             | Mike Estep Paul Kronk        | 7−6, 6−4              |
| Finalista | 10.  | 21 de desembre de 1974 | Open d'Austràlia                    | Gespa        | Bob Carmichael          | John Alexander Phil Dent     | 3−6, 6−7              |
| Guanyador | 9.   | 28 de gener de 1975    | Dayton, Estats Units                | Moqueta (i)  | Ray Ruffels             | Paul Gerken Brian Gottfried  | 7−6, 7−5              |
| Finalista | 11.  | 14 d'abril de 1975     | Denver, Estats Units                | Moqueta      | Bob Carmichael          | Roy Emerson Rod Laver        | 2−6, 6−3, 5−7         |
| Finalista | 12.  | 23 de juny de 1975     | Wimbledon, Regne Unit               | Gespa        | Colin Dowdeswell        | Vitas Gerulaitis Sandy Mayer | 5−7, 6−8, 4−6         |
| Finalista | 13.  | 29 de setembre de 1975 | San Francisco, Estats Units         | Moqueta      | Kim Warwick             | Fred McNair Sherwood Stewart | 2−6, 6−7              |
| Finalista | 14.  | 29 de març de 1976     | São Paulo, Brasil                   | Moqueta      | Charlie Pasarell        | Ross Case Geoff Masters      | 5−7, 1−6              |
| Finalista | 15.  | 5 d'abril de 1976      | Houston, Estats Units               | Terra batuda | Charlie Pasarell        | Rod Laver Ken Rosewall       | 4−6, 2−6              |
| Guanyador | 10.  | 23 d'agost de 1976     | Boston, Estats Units                | Terra batuda | Ray Ruffels             | Mike Cahill John Whitlinger  | 3−6, 6−3, 7−6         |
| Finalista | 16.  | 15 de setembre de 1976 | Woodlands, Estats Units             | Dura         | Phil Dent               | Brian Gottfried Raúl Ramírez | 1−6, 4−6, 7−5, 6−7    |
| Guanyador | 11.  | 4 d'octubre de 1976    | Maui, Estats Units                  | Dura         | Raymond Moore           | Dick Stockton Roscoe Tanner  | 6−7, 6−3, 6−4         |
| Finalista | 17.  | 21 de març de 1977     | Carlsbad (2)                        | Dura         | Ray Ruffels             | Bob Hewitt Frew McMillan     | 4−6, 2−6              |
| Guanyador | 12.  | 24 d'octubre de 1977   | Perth, Austràlia                    | Dura         | Ray Ruffels             | Nick Saviano John Whitlinger | 6−2, 6−1              |
| Finalista | 18.  | 12 de desembre de 1977 | Sydney, Austràlia                   | Gespa        | Ray Ruffels             | John Alexander Phil Dent     | 6−7, 6−2, 3−6         |
| Guanyador | 13.  | 19 de desembre de 1977 | Open d'Austràlia (2)                | Gespa        | Ray Ruffels             | John Alexander Phil Dent     | 7−6, 7−6              |
| Finalista | 19.  | 9 d'octubre de 1978    | Brisbane, Austràlia                 | Gespa        | Syd Ball                | John Alexander Phil Dent     | 3−6, 6−7              |

### Dobles mixts: 4 (0−4)
| Títols per superfície |
| --------------------- |
| Dura (0−0)            |
| Gespa (0−4)           |
| Terra batuda (0−0)    |

| Resultat  | Núm. | Data                | Torneig                             | Superfície | Parella              | Oponents                           | Marcador           |
| --------- | ---- | ------------------- | ----------------------------------- | ---------- | -------------------- | ---------------------------------- | ------------------ |
| Finalista | 1.   | 30 de maig de 1966  | Manchester, Regne Unit              | Gespa      | Kerry Melville       | Betty Stöve Colin Zeeman           | Final no disputada |
| Finalista | 2.   | 19 de gener de 1968 | Australian Championships, Austràlia | Gespa      | Margaret Smith Court | Billie Jean King Dick Crealy       | Renúncia           |
| Finalista | 3.   | 21 de març de 1968  | Kampala, Uganda                     | Gespa      | Virginia Wade        | Margaret Smith Court Ken Fletcher  | 6−8, 4−6           |
| Finalista | 4.   | 23 de juny de 1975  | Wimbledon, Regne Unit               | Gespa      | Betty Stöve          | Margaret Smith Court Marty Riessen | 4−6, 5−7           |

## Trajectòria

### Individual
| Torneig | 1963 | 1964 | 1965 | 1966 | 1967 | 1968 | 1969 | 1970 | 1971 | 1972 | 1973 | 1974 | 1975 | 1976 | 1977 | 1977 | 1978 | Títols |
| --- | ---- | ---- | ---- | ---- | ---- | ---- | ---- | ---- | ---- | ---- | ---- | ---- | ---- | ---- | ---- | ---- | ---- | ------ |
| Open d'Austràlia | 1R   | A    | 3R   | 2R   | 4R   | 4R   | 4R   | 4R   | 1R   | SF   | 4R   | 4R   | 4R   | 2R   | 1R   | 4R   | 4R   | 0 / 16 |
| Roland Garros | A    | A    | 2R   | 2R   | 2R   | 3R   | 3R   | 3R   | 1R   | A    | 1R   | A    | A    | A    | A    | A    | A    | 0 / 8  |
| Wimbledon | A    | A    | A    | 2R   | 1R   | 1R   | 1R   | 2R   | 1R   | A    | A    | A    | 1R   | 2R   | 3R   | 3R   | 3R   | 0 / 10 |
| US Open | A    | A    | A    | 1R   | A    | 3R   | 2R   | 2R   | 2R   | 3R   | 4R   | 1R   | 2R   | 3R   | A    | A    | A    | 0 / 10 |
| Rànquing a final d'any |      |      |      |      |      |      |      |      |      |      | 60   | 49   | 38   | 103  | 87   | 87   | 67   |        |
| Llegenda: G: Guanyador; F: Finalista; SF: Semifinalista; QF: Quarts de final; Q: Qualificació; A: Absent; RR: Round Robin; NC: No celebrat |      |      |      |      |      |      |      |      |      |      |      |      |      |      |      |      |      |        |

### Dobles masculins
| Open d'Austràlia | G  | QF | SF | A  | SF | QF | QF | F  | 1R | QF | G  | QF | 2 / 11 |
| Roland Garros | 1R | 3R | SF | 4R | A  | A  | A  | A  | A  | A  | A  | A  | 0 / 4  |
| Wimbledon | A  | QF | 1R | 1R | A  | A  | A  | F  | 3R | 2R | 2R | 1R | 0 / 7  |
| US Open | 2R | QF | 2R | 3R | 1R | 3R | 3R | 2R | SF | A  | A  | A  | 0 / 9  |
| Llegenda: G: Guanyador; F: Finalista; SF: Semifinalista; QF: Quarts de final; Q: Qualificació; A: Absent; RR: Round Robin; NC: No celebrat |    |    |    |    |    |    |    |    |    |    |    |    |        |